# Lago di Pusiano
Il lago di Pusiano, detto anche di Casletto o Eupili (Lagh de Pusian in lombardo, Lacus Pusianum in latino), è un lago situato tra le province di Como e Lecco, in Brianza, Lombardia.
In suo onore Giuseppe Parini pubblicò il suo primo libro di poesie (di tono arcade), con lo pseudonimo di Ripano Eupilino.
Il pittore Giovanni Segantini dipinse il lago di Pusiano in un suo celebre quadro Ave Maria a trasbordo che è tra i primi che segnano l'evoluzione verso il divisionismo.

## Idrografia
Il lago Pusiano (o Eupili, come veniva chiamato in epoca romana) è il più grande dei Laghi Briantei, ha una lunghezza massima di 2.700 metri, una larghezza di 2.400 metri, un perimetro di circa 11 chilometri, una superficie minima (in tempi di magra) di 5.250.000 metri quadrati che raggiunge i 6.720.000 metri quadrati nei periodi di piena. Il volume dell'acqua è di 81 milioni di metri cubi.
Il Lago di Pusiano, come gli altri Laghi Briantei, si è formato dopo il ritiro dell’enorme ghiacciaio che copriva gran parte del territorio brianzolo ed è per questo di origine glaciale.
Inizialmente, costituiva un tutt'uno insieme al Lago di Alserio, solo in epoche più recenti si separarono a causa dell’accumulo dei sedimenti portati dal fiume Lambro e dall’attività umana di bonifica.
Il suo emissario è il Lambro, che ne è pure l’immissario con il nome di Lambrone. Dal 1811 il lago è regolato allo sbocco verso la valle del Lambro attraverso una diga, Cavo Diotti, ora gestita dal Parco regionale della Valle del Lambro. Sulle sponde di questo specchio d'acqua si trovano i comuni di Pusiano, Eupilio, Erba e Merone in provincia di Como, di Cesana Brianza, Bosisio Parini e Rogeno in provincia di Lecco. Poco distante da Pusiano, in territorio interamente lecchese vi è un altro specchio d'acqua poco più esteso denominato Lago di Annone, dal comune di Annone di Brianza.

### Isole
Nel lago è situata la piccola Isola dei Cipressi, di proprietà privata. Essa è un isolotto di forma ovale che si trova all'interno del lago di Pusiano. Deve il suo nome alla presenza di circa 130 cipressi, alcuni dei quali secolari.
La sua storia ha origini lontane e risale al neolitico (10-15000 a.C.), qui i primitivi costruirono sul lato meridionale dell’isola un piccolo villaggio fatto di palafitte.
A partire dal medioevo, fino al XVII secolo, fu connessa alla storia del Lago di Pusiano e perciò divenne proprietà dell’arcivescovo di Milano, poi dei signori Carpani (feudatari locali) e infine divenne l’isola dei Viceré, dall’arciduca Ferdinando Carlo d’Asburgo Este Lorena a l’arciduca Ranieri d’Asburgo, passando per Eugenio di Beauharnais. Rimase proprietà della casa imperiale austriaca fino a circa il 1831. Essi alloggiavano in un palazzo storico in paese, noto come palazzo Beauharnais e utilizzavano l'isola per i propri passatempi.
Fu ceduta nel 1874 ai fratelli Antonio ed Egidio Gavazzi, industriali di Valmadrera. Oggi l'isola, meta di visite guidate e usata per ospitare matrimoni o eventi, è particolarmente conosciuta per la presenza di particolari specie botaniche e animali esotici tra cui: wallaby, gru coronate, pavoni e cicogne.

## Storia

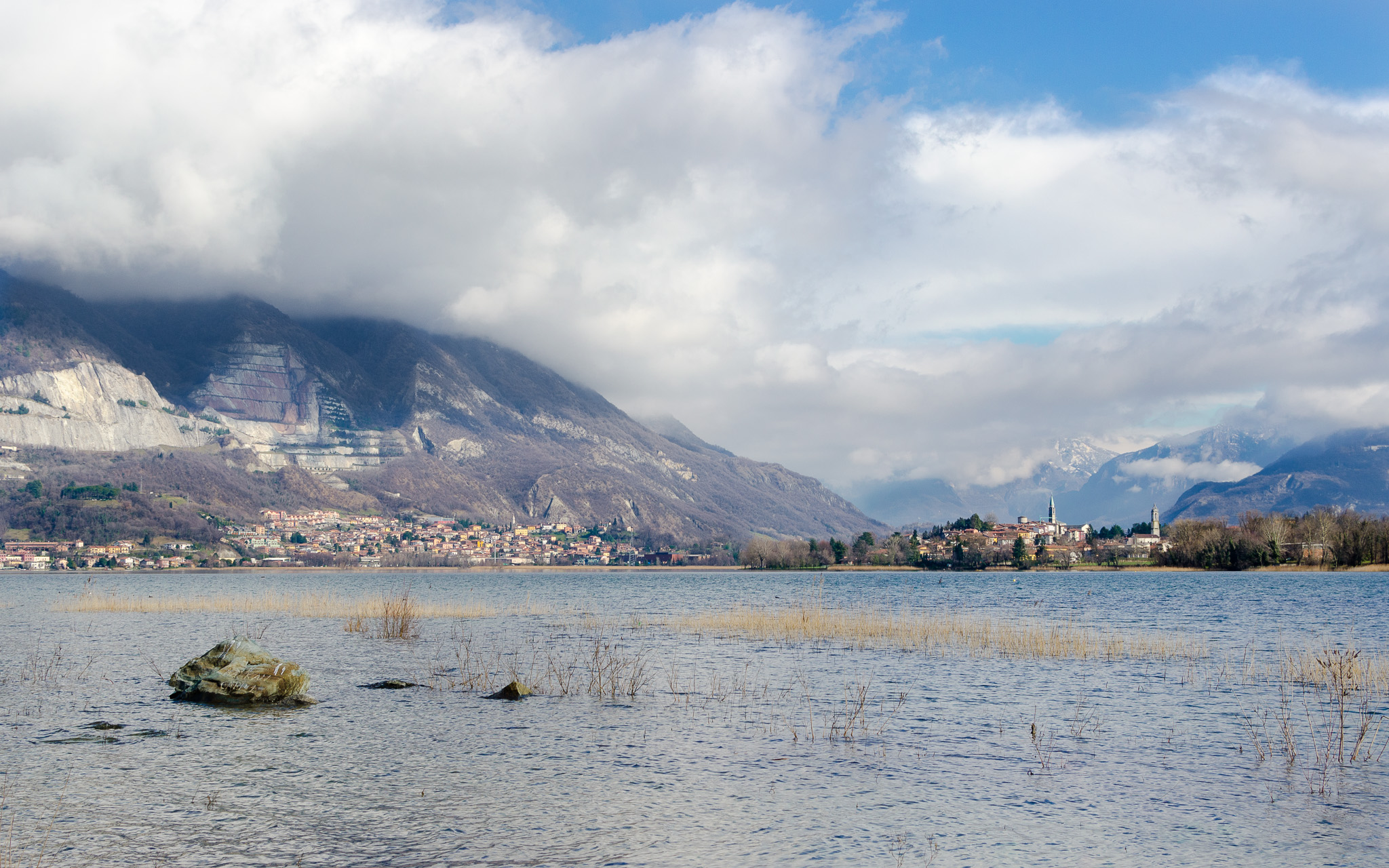
Vista del lago dalla Punta del corno.

### Preistoria
Le radici del lago “Eupili” affondano nella preistoria, per risalire dai Romani fino ai tempi moderni con le ville settecentesche, luoghi di “delizie” per numerosi artisti come Parini, Monti, Porta, Manzoni, Stendhal e Segantini. In suo onore il più illustre figlio, Giuseppe Parini, pubblicò il suo primo libro di poesie (di tono arcade), con lo pseudonimo di Ripano Eupilino.

### Storia antica
La prima testimonianza relativa al Lago è però, nel 70 d.C., quella di Caio Plinio Secondo (nato a Como nel 23 d.C. e morto a Stabia il 70 d.C.), conosciuto come Plinio il Vecchio, che nel suo “Naturalis historia”, importantissima opera in 37 volumi fa riferimento ai principali laghi lombardi accennando a quello di “Eupili”. Una citazione da cui è possibile desumere il fatto che, nei secoli passati, l'estensione del bacino lacustre dovesse essere maggiore dell'attuale, in caso contrario, difatti, non sarebbe mai stato citato. Era dunque un lago rilevante che si affiancava al Lario (Lago di Como), al Verbano (Lago Maggiore), al Benaco (Lago di Garda) e al Sebino (Lago d’Iseo).

### Storia medievale
Del lago di Pusiano (anche chiamato lacus pusianum) si scrive per la prima volta in via ufficiale in un documento risalente al 1314, nel quale si regolarizza la spartizione del bacino mediante rogito: i due terzi divengono competenza dell'arcivescovo di Milano e della sua mensa per i bisognosi, un terzo rimane della collegiata di San Giovanni Battista di Monza.
Numerosi cambi di proprietà hanno caratterizzato il lago nel corso dei secoli. Nel 1483 l'arcivescovo di Milano concede l'affitto del lago a una famiglia privata chiedendo però in cambio un canone in denaro e imponendo l'obbligo di fornire un determinato quantitativo di pesce alla mensa arcivescovile in tempo di Quaresima.
Più volte, nel corso del 1500, il lago di Pusiano fu considerato una pedina importante per la realizzazione di una rete di navigazione interna al territorio Milanese, così da navigare dalla Brianza a Milano. Difatti, sotto i Visconti e gli Sforza, si occuparono del problema personaggi illustri tra cui Leonardo Da Vinci, nel periodo in cui si trovava alla Corte di Ludovico il Moro.

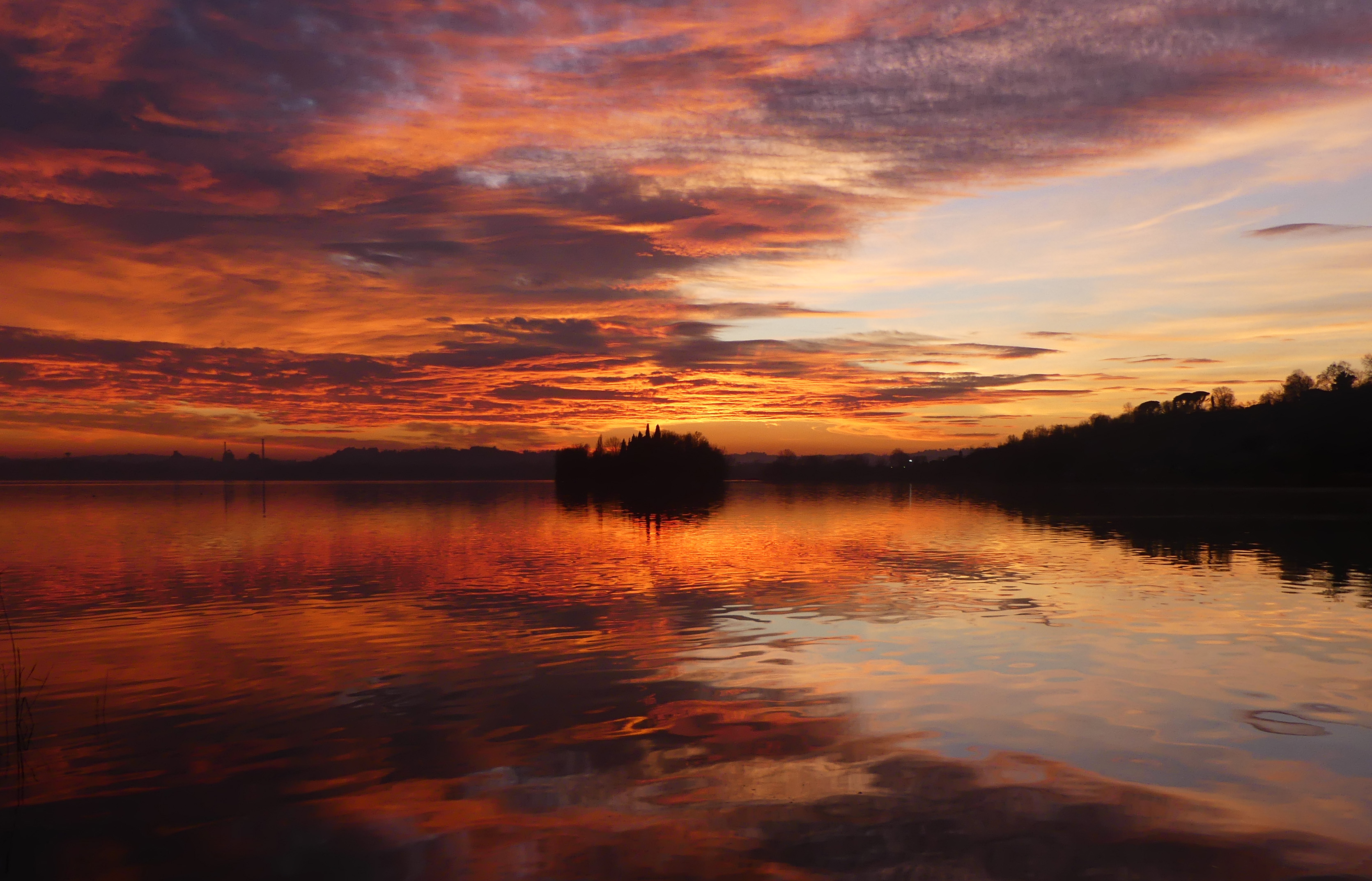
Tramonto sul lago di Pusiano

### Storia moderna e contemporanea
Di particolare rilievo per lo sviluppo del lago l'arrivo, nel 1550, della famiglia Carpani che nonostante ricorsi, querele e battaglie legali ne rimarrà proprietaria dal 1588 al 1765 quando un nuovo cambio di proprietà anticiperà l'arrivo dei francesi. Per appannaggio imperiale, il bacino divenne patrimonio napoleonico. Qui voleva trascorrere le proprie vacanze Eugenio di Beauharnais, viceré del Regno d’Italia Napoleonico, da cui l'attuale denominazione del palazzo situato a Pusiano. La leggenda narra che questo palazzo fosse preferito ad altri perché qui era possibile raggiungere la camera da letto senza scendere da cavallo; ciò era dovuto alla reale necessità di evitare le fucilate di eventuali attentatori: tanto più rapido l'ingresso, tanto meno tempo per prendere la mira.
La storia racconta anche che nel 1816 il meccanico Locatelli eseguì il primo esperimento del “naviglio inaufragabile”, con ogni probabilità una barca dotata di particolari strumentazioni tecniche che la rendevano particolarmente resistente in caso di piogge o temporali. Della prova non restano però informazioni tramandate in forma scritta. È invece certo che, nel 1820, sul lago di Pusiano si vide il primo battello a vapore d'Italia, esperimento che gli austriaci, nuovi dominatori dell'epoca, fecero presto tramontare sospettando che dietro quell'agire vi fosse un covo di carbonari.
Risale al 1870 il nuovo passaggio di proprietà del lago al Comune di Bosisio, fino all'avvento della società “Proprietari Lago Pusiano e annessi” che rilevò la proprietà del lago e delle relative dipendenze. Così sino al 1922 quando le acque italiane divennero di proprietà demaniale come da decreto governativo emanato da Benito Mussolini, nel 1928 furono quindi attribuiti ai proprietari i diritti di “pesca, navigazione, far ghiaccio, taglio delle lische e piante acquatiche”.
Nel corso degli anni si sono elaborati diversi piani per cercare di risolvere il problema dell’inquinamento delle acque; sono state fatte diverse verifiche e sopralluoghi che hanno portato alla divulgazione di uno studio, nel 1995, sui danni della navigazione a motore sul Lago di Pusiano, sulla non dannosità degli idrovolanti e sull’ossigenazione dell’acqua. Sempre nello stesso anno è entrata in vigore l’abolizione della caccia sul lago e l’incremento di anatre, folaghe, gallinelle d’acqua e germani. Durante tutti questi anni la situazione dell’inquinamento sul lago è migliorata.
I diritti del lago di Pusiano sono di proprietà della società Sweet Home, che dal 2012 ha dato in concessione alla società Egirent Services la gestione di pesca, navigazione, produzione del ghiaccio, taglio delle lische (canneti) e piante acquatiche. Egirent Service si occupa di eseguire le opere mittogeniche in accordo con le provincie di Lecco e Como, nonché la pulizia il controllo e vigilanza di tutto il lago. Dalla sponda di Bosisio è possibile effettuare un giro caratteristico mediante l’uso di un battello comunale.

## Leggende
Al lago di Pusiano si lega anche la storia di Angela e Teresa Isacchi, due veggenti che nella seconda metà del XIX secolo divennero meta di pellegrinaggi non solo dalla Lombardia, ma dall'Italia intera e dai nobili europei in transito. Secondo la leggenda, alcune delle loro meditazioni, frutto di colloqui diretti con la Beata Vergine Maria, furono riportati su libri particolarmente diffusi fino all'inizio del ‘900. La storia racconta che predissero la caduta dell'Impero austro-ungarico e la fine del potere temporale della Chiesa, fatti entrambi verificatisi a distanza di poco tempo.

## Pesca
La pesca nel lago di Pusiano è consentita in modalità "prendi e rilascia" (no kill o catch and release). Sono circa 25 le specie ittiche presenti, come censito dal Parco regionale della Valle del Lambro, tra cui diffuse sono carpe, lucci e pesci persici.
Pusiano è noto per la preparazione del risotto al pesce persico. La ricetta prevede il riso bianco abbinato al pesce impanato con pane grattugiato e fritto in abbondante olio e burro.

## Sport
Oltre che per la pesca, il lago di Pusiano è noto per essere una vera e propria palestra naturale per il canottaggio. Le sue calme acque ospitano due centri remieri dove anche campioni olimpici provenienti da Paesi Bassi, Germania e Svizzera utilizzano per i loro allenamenti. Dal 2012 l’associazione sportiva di Bosisio, Asd Us Bosisio, organizza la Traversata del lago di Pusiano. La gara prevede due percorsi, 1,2 km e 2,4 km. Alla manifestazione partecipano ogni anno circa 300 iscritti a partire dai 14 anni. La manifestazione rientra nel circuito delle gare in acque libere.

## Galleria d'immagini

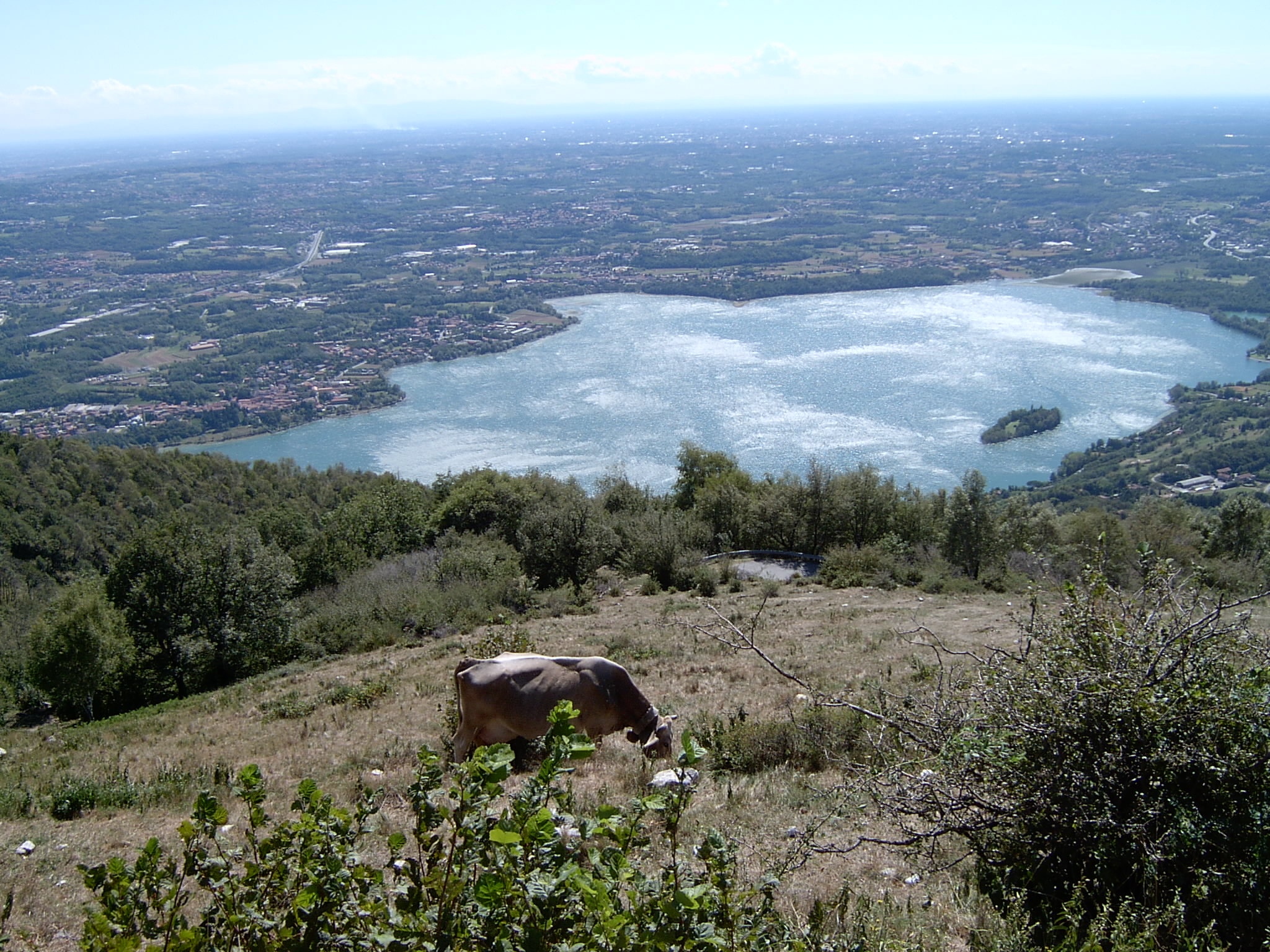
Il lago visto dal Monte Cornizzolo
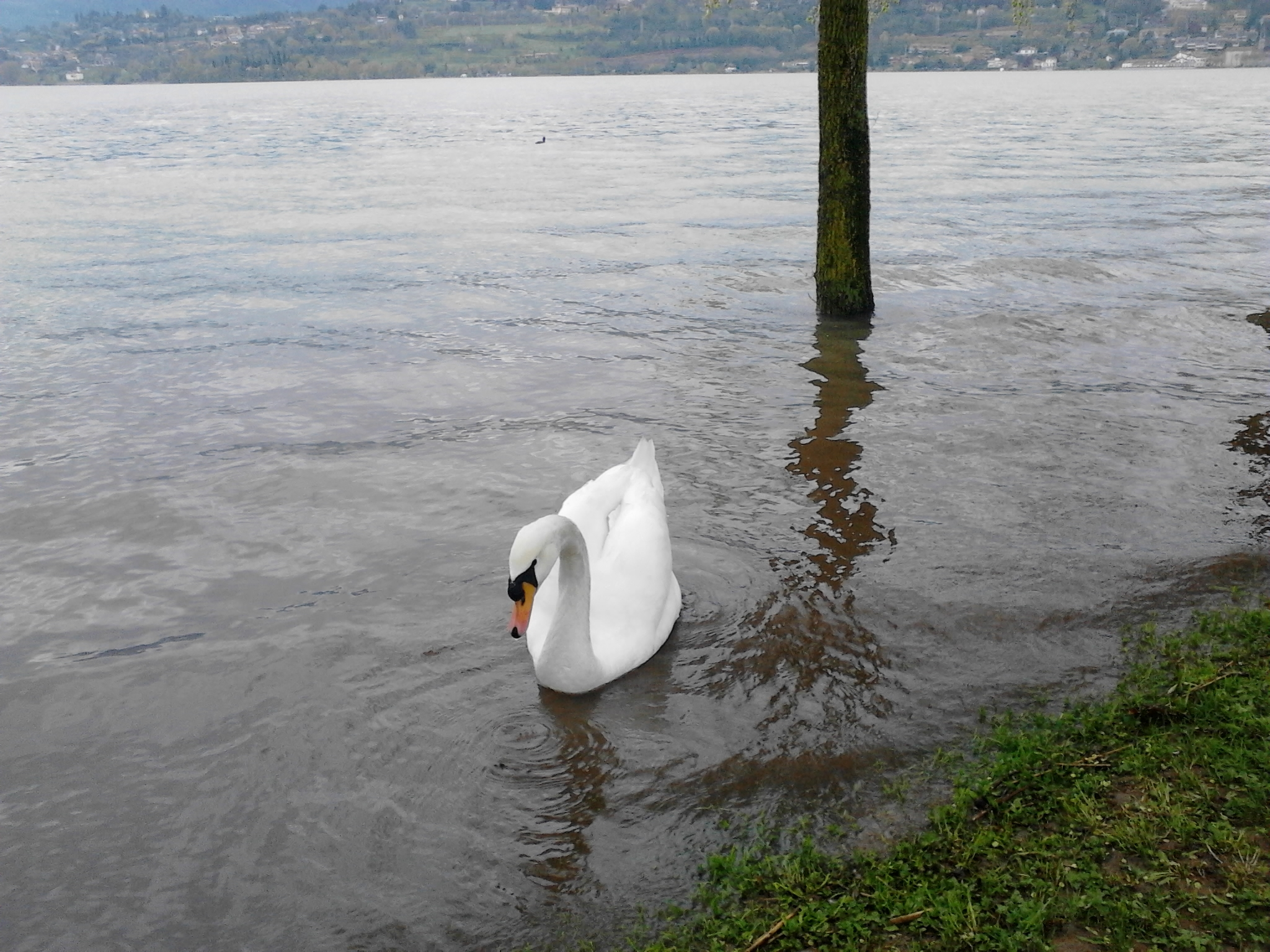
La riva del lago a Bosisio Parini
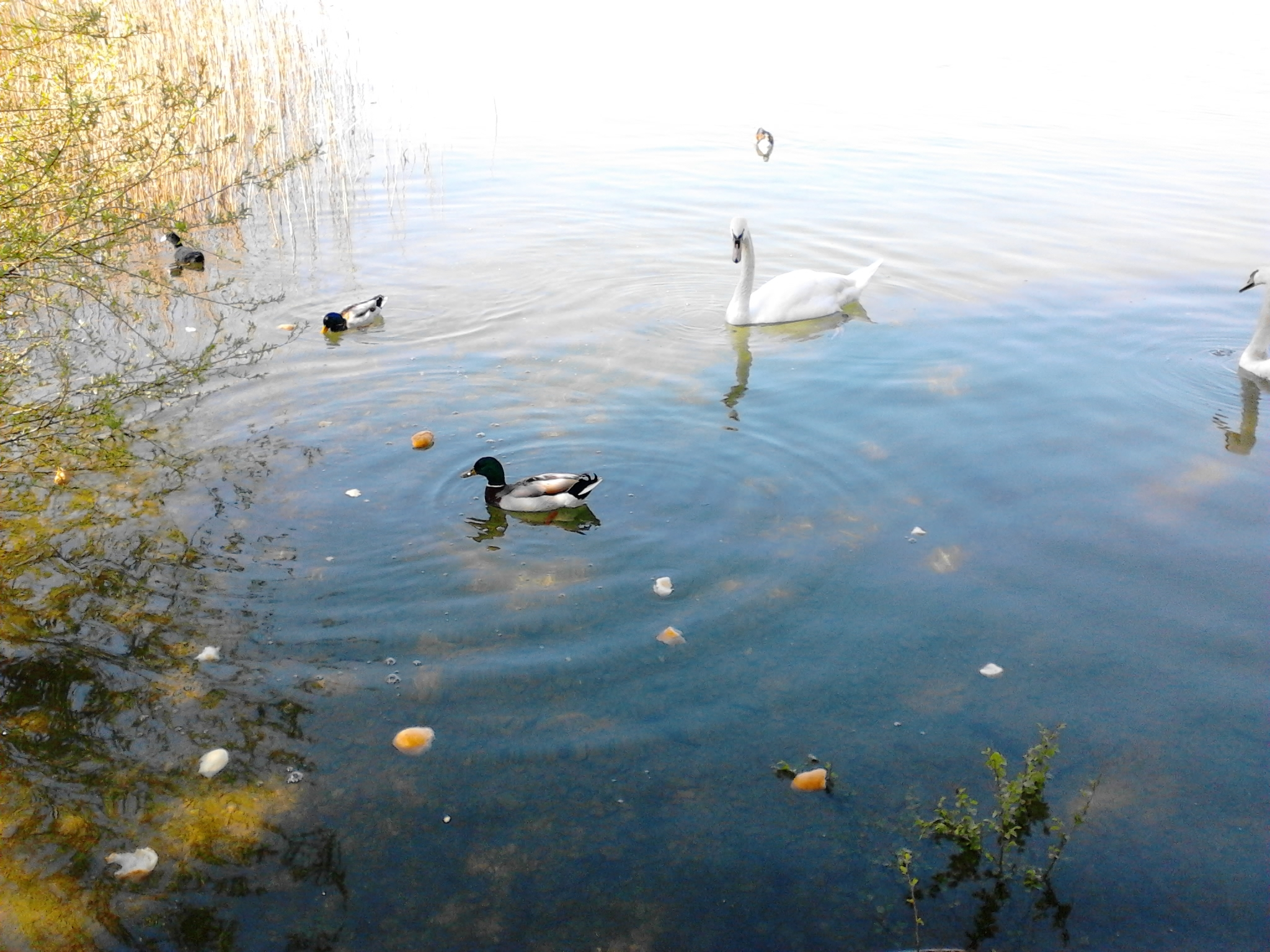
La fauna presente a Bosisio Parini